# Крагулево
Крагулево е село в Североизточна България. То се намира в община Добричка, област Добрич.Името на селото Кръгулево идва от думата кръг ,затова има чешмата която е изворна вечно течаща, която е била центъра на селото,а около нея са къщити и селото е образувало кръг.На този извор са правили седенки и виели хора. Там са се запознали и моите деди.Много е жалко как новите кметове сменят имена на села и раздават за жълти стотинки имането ни.

## Население
Преброяване на населението през 2011 г.
Численост и дял на етническите групи според преброяването на населението през 2011 г.:
|                     | Численост | Дял (в %) |
| Общо                | 60        | 100,00    |
| Българи             | 58        | 96,66     |
| Турци               | 0         | 0,00      |
| Цигани              | 0         | 0,00      |
| Други               | 0         | 0,00      |
| Не се самоопределят | 0         | 0,0       |
| Неотговорили        | 0         | 0,00      |